# Ofensiva a al-Bab des de l'oest
L'ofensiva oest a al-Bab és una operació militar realitzada per les Forces Democràtiques de Síria (FDS) contra l'Estat Islàmic a les zones rurals al nord-oest de la Governació d'Alep al sud de de les ciutats de Mare' i Tel Rifaat.

## Antecedents
El 14 d'agost de 2016, després de la captura de Manbij durant l'ofensiva sobre Manbij, diverses faccions de les Forces Democràtiques de Síria, dirigides per 16 comandants, van formar el Consell Militar d'Al-Bab (CMB), prenent com a referent el Consell Militar de Manbij (CMM), amb l'objectiu d'alliberar el territori fins a la ciutat d'al-Bab així com la ciutat en mans d'EI. Un cop creat, el Consell Militar va demanar el suport dels Estats Units per planejar l'ofensiva.
La intervenció turca al nord de Síria, però sobretot l'ofensiva sobre Manbij, van portar a l'Estat Islàmic a enfortir les seves defenses als voltants de la ciutat d'al-Bab, tant pel nord com per l'est, després de perdre Manbij, Jarablus i al-Rai.
Pel que fa al front nord d'al-Bab, les tropes rebels van declarar el dia 16 de setembre l'inici de la tercera etapa de l'operació Escut de l'Eufrates, i van començar a avançar gràcies als bombardejos de l'aviació i les tropes terrestres de les Forces Armades turques.
L'ofensiva per l'oest, per la seva banda, després de perdre la ciutat de Manbij durant el llarg setge, les forces islamistes es van situar a l'est de la ciutat per a frenar l'avenç de les tropes kurd-àrabs.
Aprofitant la situació de les forces gihadistes d'Estat Islàmic, les Forces Democràtiques de Síria van començar a avançar des del cantó d'Afrin entre territori controlat per les tropes governamentals (al nord d'Alep) i les rebels (a Mare'). Els primers avenços van anar de la mà d'ajuda de bombardejos de la coalició internacional, però al cap de pocs dies, tot suport va ser aturat.

## L'ofensiva
El 30 d'agost de 2016, va començar l'ofensiva amb bombardejos de morter i els bombardejos des de l'aire de les Forces Aèries dels Estats Units d'Amèrica (USAF per les seves sigles en anglès) sobre posicions d'EI que van matar 13 combatents i van aconseguir destruir cinc dels seus vehicles, forçant la retirada. Aprofitant la fugida, les FDS des del Cantó d'Afrin, liderades per l'Exèrcit de Revolucionaris, van alliberar les poblacions de Umm Hosh, Umm Qura, Herbel i Tell Qarah. A més a més, el portaveu d'EI Abu Mohammad al-Adnani va morir a l'àrea d'al-Bab, gràcies als bombardejos que s'atribueixen tant la Força Aèria Russa o l'USAF.
L'endemà, l'EI va llançar una contraofensiva a Herbel recapturant-la. No obstant això, l'Exèrcit dels Revolucionaris va aconseguir entrar novament a la població alliberant-la, capturant armes i munició. Al vespre l'aquell mateix dia, dos suicides jihadistes van enviar dos cotxes bomba, però segons fonts locals van ser destruïts abans d'assolir els seus objectius.
El dia 2 de setembre, les unitats d'enginyeria de les FDS van desmantelar 70 mines terrestres. El mateix dia, l'aviació nord-americana va destruir set posicions jihadistes. Les posicions de les FDS a Umm Qura, durant la nit del dia 2, van ser atacades per les tropes jihadistes que van fer recular-les.
El dia 4 de setembre, l'EI va llançar una segona ofensiva a Umm Hosh i Umm Qara, després de bombardejar les poblacions amb armament pesant. Les forces jihadistes, després de realitzar l'atac, van reivindicar haver capturat la ciutat, mort uns 30 combatents de les FDS i destruït 2 vehicles blindats amb missils antitancs. El 6 de setembre, les FDS van alliberar la ciutat de Wahshiyah.
El 8 de setembre, EI va evacuar la seva seu d'al-Bab i la va moure a Khafsa a l'est de la ciutat amb desenes dels vehicles carregats de militants i armes. Aquesta informació va sortir a la llum l'endemà que les tropes recolzades per turquia, l'Exèrcit Lliure de Síria anunciés el seu objectiu de capturar al-Bab, durant l'operació Escut de l'Eufrates.
El dia 15 de setembre el CMB va informar que el grup opositor Front de la Conquesta de Damasc, afiliat al Front al-Nusra i a Al-Qaida, va trencar la treva pactada a nivel internacional i va aprofitar que les FDS l'havien subscrit per tal d'atacar posicions a les poblacions de Marenaz i Alqamiya.
El dia 16 de setembre, fonts locals van informar que les forces jihadistes d'EI van utilitzar armament químic a la població d'Umm Hosh i Herbel (alliberada feia menys de 20 dies) contra població civil.
El 19 de setembre, l'Estat Islàmic va llençar atac amb artilleria i va fer esclatar dos cotxes bomba en un intent de contraofensiva a la població d'Umm Hosh, amb un total de 16 militants kurds morts, Els enfrontments van durar fins l'endemà.
El dia 22 de setembre, les forces d'Estat Islàmic van atacar la ciutat d'Um Al-Hosh amb armament pesant.
El dia 24 de setembre, les forces kurdes van alliberar les poblacions d'al-Hasia i Hassadjek, quedant-se a 20 quilòmetres d'al-Bab. Els enfrontaments van seguir a Bayt Isa i Tall Saussine al sud de Tell Qara. Aquest mateix dia, van començar a aparèixer imatges de bombardejos de l'armada russa sobre el que semblava ser el front entre les FDS i l'EI. En confirmar-se serien la primera ajuda aèria directa de Russia a les forces kurd-àrabs.
El dia 28 de setembre, les forces jihadistes d'Estat Islàmic van llençar una quarta ofensiva sobre les FDS a les poblacions d'Umm Qura i Umm Hosh mitjançant armament pesant i dos cotxes bomba. Les forces kurdes van respondre a l'atac atacant les poblacions de Wahshiya, Hesasik i Tel Maled. Segons fonts kurdes sobre el terreny, fins a 16 combatents d'EI van morir durant els enfrontaments així com 6 membres de les FDS. A més a més, a la població de Herbel també va haver-hi enfrontaments que van causar la mort de 8 jihadistes i 3 combatents kurds. Dos cotxes bomba van ser destruïts abans d'infligir més danys a les FDS.
El mateix dia, l'ajuda aèria dels Estats Units va tornar amb tres bombardejos sobre posicions que va forçar als contingents jihadistes a retirar-se. Ahmed Sultan, portaveu de les FDS, va informar que els enfrontaments van aturar-se finalment a mitjanit.
El dia 13 d'octubre, tot i els pocs moviments al front a nivell militar, uns 2.500 civils van fugir de les àrees controlades per Estat Islàmic, i van explicar que les forces jihadistes van amenaçar-los en detenir-los i executar-los si no abandonaven les seves cases.
El dia 18 d'octubre, les forces jihadistes van atacar altra vegada les poblacions Umm Qura i Umm Hosh amb armament pesant, causant danys materials a les forces kurd-àrabs.

### Enfrontaments entre les FDS i les forces rebels
El dia 19 d'octubre, en resposta als avenços de les forces rebels recolzades per Turquia a l'àrea de Dabiq, les FDS van començar els seus avenços de nou. Com a resposta, la Divisió Hamza, i per tant, entrant en escena les forces pro turques, van emetre un ultimàtum al "PKK" (en referència a les YPG, ja que els consideren el mateix grup) i a l'Exèrcit dels Revolucionaris, exigint que es retiressin de Tell-Rifaat en un termini de 48 hores. En cas contrari, atacarien la ciutat, suposant nous enfrontaments entre les forces pro kurdes i les pro turques.
Entre els dies 18 i 19 d'octubre, en la negativa de la coalició kurd-àrab de ritrar-se de la població i els avenços sobre diferents poblacions, les forces rebels van atacar posicions del Consell Militar d'al-Bab i de l'Exèrcit dels Revolucionaris a diverses poblacions, Herbel entre elles. A més a més, les forces aèries turques van realitzar un seguit de bombardejos, fins a 26, sobre posicions de les FDS. Els nombres sobre les morts causades pels enfrontaments van des de 200 membres de les YPG, segons l'Exèrcit turc, fins a aproximadament una trentena segons les FDS. A les zones atacades, també hi havia civils.
El 20 d'octubre, els rebels van capturar les granges de Hasiyah que FDS havien alliberat recentment, tot i que les FDS encara controlavan la població de Hasiyah. L'endemà, van esclatar enfrontaments al voltant de tres pobles quan els rebels van intentar avançar en territori controlat per la coalició kurd-àrab, mentre les forces recolzades per Turquia van aconseguir capturar-ne una altra. Aquests enfrontaments van propiciar que EI recapturés sis poblacions en mans de les FDS. Més tard durant la nit, els rebels es van retirar després de 10 hores de combat, essent incapaes d'avançar, aprofitat per les FDS que van aconseguir recapturar el poble i les granges que havien perdut el dia anterior.
El 22 d'octubre, un nou assalt rebel, recolzats per tancs turcs, va ser repel·lit per les forces kurdes, amb un tanc turc destruït per les forces d'autodefensa. La lluita es va concentrar prop Tell Rifaat, i per tal d'assegurar posicions, tancs turcs es van situar a Tell Rifaat i Mare'. L'endemà, les forces d'autodefensa van capturar una granja a la zona de la presa de Shahba, on van poder capturar a un BMP-1 vehicle blindat de les tropes rebels. Un drone va ser abatut per les forces kurdes.
El 23 d'octubre, l'artilleria turca va continuar bombardejant Sheikh Issa i Herbel i Jandairis. D'acord els mitjans de comunicació pro-YPG, un total de 20 morts rebels va provocar que alguns combatents que es neguessin a unir-se a la lluita contra la coalició kurd-àrab a causa de les nombroses baixes. L'endemà, algunes informacions afirmaven que el Front de Llevant va posar fi als seus atacs contra les FDS, retirant-se a l'est. Per contra, la Divisió Hamza va declarar la seva determinació de lluitar contra les forces pro-YPG i afirmant que l'ofensiva contra les FDS i el Consell Militar d'al-Bab (CMM) es reprendrien. El mateix dia, les forces rebels avançaven sobre territori d'Estat Islàmic, amb la captura de cinc llogarets i una zona agrícola.
El 25 d'octubre, els rebels recolzats per Turquia van llançar un nou atac contra les FDS, però aquests últims van aconseguir repel·lir l'assalt i tornar a recapturar tres poblacions que havien perdut temporalment. Els intensos combats van continuar a Tal al-Madiq, on el CMM va destruir quatre vehicles rebels. Mitjans pro-rebels van acusar les forces kurd-àrabs de ser recolzats per la Força Aèria Àrab de Síria i la Força Aèria russa, mentre que els mitjans pro-kurds van afirmar que els rebels havien utilitzat armes químiques durant la seva ofensiva.
El 27 d'octubre, els rebels van capturar diverses poblacions controlades per Estat Islàmic, amb molt poca resistència. Per altra banda, les FDS van avançar cap a Tal al-Madiq i prop de la frontera amb Turquia amb enfrontaments amb el Front de Llevant i d'altres unitats rebels pro-turques.

### Cooperació entre les FDS i l'Exèrcit Sirià
Entre el 28 i 30 d'octubre, les forces d'autodefensa kurd-àrabs i l'Exèrcit sirià van començar a cooperar obertament contra EI, amb recolzament mutu en els seus avanços. D'aquesta manera, les FDS alliberar 16 petites poblacions i les forces governamentals van capturar-ne sis, així com la fàbrica de ciment Muslamiyah i el Col·legi d'Infanteria d'Alep. Per altra banda, les forces d'EI van llançar un contraatac contra les forces rebels recolzades per Turquia, recapturant una població.
El dia 1 de novembre, Estat Islàmic va recuperar nou poblacions perdudes anteriorment. Diferents atacs contra les tropes de l'Exèrcit dels Revolucionaris, membre de les FDS, a Till Midyeq i a la presa de Shabha per part de l'Estat Islàmic i a Harbal, Um al-Hosh, Hasiya, Um al-Qura i Sheikh Issa per part del FSA. L'oficial de les FDS  Habun Osman va afirmar que aquests atacs havien estat coordinats entre ambdós grups.
A principis de novembre, un batalló de la Legió del Xam va desertar per unir-se al Consell Militar de Manbij.

### Avenços lents
L'entrada a novembre va fer canviar l'estratègia rebel, centrant els seus avenços al nord d'al-Bab, en part per evitar els enfrontaments amb les FDS i en part perquè el front avançava molt lentament, sobretot degut al tauler a tres bandes (FDS - FSA - EI) que es jugava en aquest punt.
Així doncs, entre els dies 6 i 7 de novembre, els rebels van capturar les localitats de Tall Aisha, Jubbayn, al-Burj, Bulaykhah, Tall Jurji, Ash Shuhuh, Shabiran, Tall Battal Sharqi, Shaykh Jarrah i Maziji Ameriyah al nord d'Alep i deixant-los només a només 13 quilòmetres al nord-oest d'al-Bab.
Entre el 7 i 13 de novembre, les forces rebels recolzades per Turquia, capturaven 29 poblacions al nord d'al-Bab, quedant-se només a 7 quilòmetres de la ciutat.